# Dwight Tiendalli
Dwight Marciano Tiendalli (* 21. října 1985, Paramaribo, Surinam) je nizozemský fotbalový obránce a reprezentant surinamského původu, který momentálně působí ve velšském klubu Swansea City hrajícím anglickou Premier League.

## Reprezentační kariéra
Dwight Tiendalli byl členem nizozemských mládežnických výběrů.
Hrál na domácím Mistrovství světa hráčů do 20 let 2005 v Nizozemsku, kde jeho tým vypadl ve čtvrtfinále proti Nigérii v penaltovém rozstřelu. 

Zúčastnil se Mistrovství Evropy hráčů do 21 let 2006 v Portugalsku, kde mladí Nizozemci vybojovali svůj první titul v této věkové kategorii, když porazili ve finále Ukrajinu 3:0. Na turnaji nastoupil ve třech zápasech.
V nizozemském reprezentačním A-mužstvu debutoval v přátelském zápase během asijského turné proti domácí Indonésii 7. června 2013 (výhra 3:0). Dostal se na hřiště v průběhu druhého poločasu. O čtyři dny později nastoupil v Pekingu proti národnímu týmu Číny (výhra 2:0).